# David Koepp
David Koepp (n. 9 iunie 1963, Pewaukee, Wisconsin, SUA) este un scenarist și regizor american.

## Filmografie

### Filme artistice
| An   | Titlu                                         | Contribuție                      | Note                                                                  |
| ---- | --------------------------------------------- | -------------------------------- | --------------------------------------------------------------------- |
| 1988 | Apartment Zero                                | Scenarist                        | cu Martin Donovan                                                     |
| 1990 | Bad Influence                                 | Scenarist                        |                                                                       |
| 1990 | I Come in Peace                               | Scenarist (ca Leonard Maas, Jr.) | cu Jonathan Tydor și John Kamps                                       |
| 1990 | Why Me?                                       | Scenarist (as Leonard Maas, Jr.) | cu Donald E. Westlake, după un roman de Westlake                      |
| 1991 | Toy Soldiers                                  | Scenarist                        | cu Daniel Petrie, Jr.                                                 |
| 1992 | Death Becomes Her                             | Scenarist                        | cu Martin Donovan                                                     |
| 1993 | Jurassic Park                                 | Scenarist                        | cu Michael Crichton                                                   |
| 1993 | Carlito's Way                                 | Scenarist                        | după romanele Carlito's Way și After Hours de Judecător Edwin Torres. |
| 1994 | The Paper                                     | Scenarist                        | cu Stephen Koepp                                                      |
| 1994 | The Shadow                                    | Scenarist                        |                                                                       |
| 1996 | Misiune: Imposibilă                           | Scenarist                        | cu Robert Towne                                                       |
| 1996 | The Trigger Effect                            | Scenarist/Director               | cu Robert Towne                                                       |
| 1997 | Lumea pierdută: Jurassic Park                 | Scenarist                        |                                                                       |
| 1998 | Snake Eyes                                    | Scenarist                        | poveste de Brian De Palma și Koepp                                    |
| 1999 | Ecouri din tenebre                            | Scenarist/Director               |                                                                       |
| 2002 | Panic Room                                    | Scenarist                        |                                                                       |
| 2002 | Omul-păianjen                                 | Scenarist                        |                                                                       |
| 2004 | Fereastra secretă                             | Scenarist/Regizor                |                                                                       |
| 2005 | Zathura: O aventură spațială                  | Scenarist                        | cu John Kamps                                                         |
| 2005 | Războiul Lumilor                              | Scenarist                        | cu Josh Friedman                                                      |
| 2008 | Indiana Jones și regatul craniului de cristal | Scenarist (scenariu)             | poveste de George Lucas și Jeff Nathanson                             |
| 2008 | Ghost Town                                    | Scenarist/Regizor                | cu John Kamps                                                         |
| 2009 | Angels & Demons                               | Scenarist                        | cu Akiva Goldsman                                                     |
| 2009 | The Taking of Pelham 1 2 3                    | Scenarist                        | (nemenționat)                                                         |
| 2011 | The Little Engine That Could                  | Scenarist                        |                                                                       |
| 2012 | Cursă fără frâne                              | Scenarist/Regizor                | cu John Kamps                                                         |
| 2012 | Bărbați în negru 3                            | Scenarist                        | (nemenționat) cu Jeff Nathanson și Michael Soccio                     |
| 2014 | Jack Ryan: Shadow Recruit                     | Scenarist                        | cu Adam Cozad, Anthony Peckham și Steven Zaillian                     |
| 2015 | Mortdecai                                     | Regizor                          |                                                                       |
| 2015 | Inferno                                       | Scenarist                        |                                                                       |

### Filme scurte
| An   | Titlu     | Contribuție       | Note |
| ---- | --------- | ----------------- | ---- |
| 1994 | Supicious | Scenarist/regizor |      |

### Televiziune
| An   | Titlu    | Contribuție | Note                   |
| ---- | -------- | ----------- | ---------------------- |
| 2002 | Hack     | Scenarist   | (și creator al seriei) |
| 2003 | Suspense | Regizor     | Film TV                |